# Iwan Barabasz

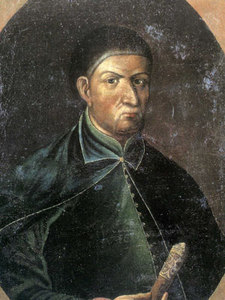
Iwan Barabasz

Iwan Barabasz (ukr.: Іван Барабаш) (zm. 1648) – kozak rejestrowy, pułkownik czerkaski wojsk zaporoskich.

Uczestnik wojen polsko-tureckich z początku XVII wieku, walczył pod Cecorą (1620) i pod Chocimiem (1621). Wierny  Rzeczypospolitej,  za zasługi  w tłumieniu powstania Ostrzanina i Huni został mianowany  pułkownikiem czerkaskim.
Miał być ojcem chrzestnym Bohdana Chmielnickiego.
Cieszył się dużym zaufaniem zarówno króla Władysława IV jak i starszyzny zaporoskiej. Wielokrotnie  bywał na dworze królewskim z okazji koronacji, imienin króla, przywoził  skargi kozaków na samowolę i ucisk starostów i magnatów ukrainnych. Barabasz miał odegrać ważną rolę w planowanej w tajemnicy,  wojny z Turcją. Król widział w nim przyszłego hetmana zaporoskiego.
W latach 1646–1647 Barabasz oraz Eliaszeńko i Bohdan Chmielnicki spotykali się w tej sprawie z królem dwukrotnie. Na mocy tajnych instrukcji królewskich zaporożcy mieli zbroić się i przygotowywać do wojny oraz atakować czarnomorskie wybrzeża tureckie, liczba Kozaków rejestrowych miała wzrosnąć dwukrotnie (z 6 tys. do 12 tys.). Te sekretne dokumenty królewskie miał później przejąć podstępnie Chmielnicki i wykorzystać do podburzania czerni kozackiej przeciw Rzeczypospolitej oraz do uzyskania poparcia imperium osmańskiego.
Barabasz przestrzegał kozaków przed próbami oderwania się od Polski, przed  buntem. Po wybuchu w 1648  powstania  stanął po stronie Rzeczypospolitej i w kwietniu wyruszył na czele wiernych koronie kozaków rejestrowych wzdłuż Dniepru, przeciw  Chmielnickiemu. 5 maja 1648 w okolicach Kudaku, został zamordowany przez własnych żołnierzy, którzy zdecydowali się przejść na stronę powstańców.
Pojawił się w Ogniem i mieczem Henryka Sienkiewicza.